# Marie-Madeleine de Cusacque
Marie-Magdeleine Josèphe Aglaé de Cusacque, par son mariage comtesse de Lespinasse-Langeac et de son propre chef marquise de Langeac (par adjudication de la seigneurie de Langeac le 25 juin 1765, avec St-Ilpize et Arlet, sur Adélaïde-Marie-Thérèse de La Rochefoucauld-Langeac, dame d'Urfé, de la Bâtie et de Bâgé, veuve du marquis du Chastellet ; cf. Urfé) est une aristocrate française née en 1725 et morte en 1778, connue pour avoir été la maîtresse en titre du comte de Saint-Florentin (1705-1777), secrétaire d'État à la Maison du Roi.
Fille de Richard-Edmond de Cusacque, maréchal de camp des armées du Roi et de Marie Anne Isabelle Brigitte Fitz-Gerald, elle épousa Étienne-Joseph, comte de Lespinasse de Langeac, colonel de grenadiers.
Son amant, le comte de Saint-Florentin, lui fit construire par l'architecte Chalgrin une ravissante maison à l'angle de l'avenue des Champs-Élysées et de l'actuelle rue de Berri, connue sous le nom d’« hôtel de Langeac », sur un vaste terrain qui avait formé au XVIIe siècle la pépinière royale. 
Elle la vendit en 1772 au comte d'Artois, frère cadet de Louis XVI. 
Née des amours de Marie-Magdeleine-Aglaé et de St-Florentin, Aglaé-Louise-Joséphine-Aurélie-Aimée de Lespinasse (1756-1788) est reconnue par le mari de sa mère, et elle marie en 1774 Scipion de La Garde de Chambonas (1750-1830).